# Байтерекский сельский округ (Жамбылская область)
Байтере́кский се́льский окру́г (каз. Байтерек ауылдық округі) — административная единица в составе Байзакского района Жамбылской области Казахстана.
Административный центр — село Кусак.

## История
Нынешние населённые пункты сельского округа (Базарбай, Кусак) в 1989 году входили в состав Михайловского сельсовета.
После переименования села Михайловка в село Сарыкемер Постановлением Президиума Верховного Совета Республики Казахстан от 19 марта 1992 года № 1070 «О присвоении наименований и переименовании отдельных административно-территориальных единиц Республики Казахстан», — название сельсовета также было переименовано.
В периоде 1991—1998 годов сельсовет был преобразован в сельский округ в соответствии с реформами административно-территориального устройства Республики Казахстан.
Постановлением Жамбылского областного акимата от 29 апреля 2013 года № 95 и решением Жамбылского областного маслихата от 4 мая 2013 года № 12-3 «Об образовании нового сельского округа в Байзакском районе Жамбылской области и изменении границы Сарыкемерского сельского округа» (зарегистрировано Департаментом юстиции Жамбылской области 5 июня 2013 года № 1948):
- путём выделения из состава Сарыкемерского сельского округа населённых пунктов Базарбай, Кусак и северной части села Сарыкемер с нечетной стороны домов улицы Мамбет батыра, был образован сельский округ общей площадью 2492,3 гектар;
- образованному сельскому округу было присвоено наименование «Байтерек», административным центром был определён село Кусак;
- из Сарыкемерского сельского округа был исключён 3 021 гектара земли.

Совместным постановлением акимата Жамбылской области от 12 апреля 2021 года № 86 и решением Жамбылского областного маслихата от 12 апреля 2021 года № 4-4 «Об изменении границ Байтерекского и Сарыкемерского сельских округов Байзакского района Жамбылской области» (зарегистрировано Департаментом юстиции Жамбылской области от 16 апреля 2021 года № 4939) — границы Сарыкемерского сельского округа были изменены путём включения в его состав северной части села Сарыкемер с нечетной стороны домов улицы Мамбет батыра общей площадью 576,3 гектаров из состава Байтерекского сельского округа Байзакского района Жамбылской области.

## Состав
| № | Населённый пункт | Тип населённого пункта       | Население, 1989 | Население, 1999 | Население, 2009 |
| - | ---------------- | ---------------------------- | --------------- | --------------- | --------------- |
| 1 | Базарбай         | аул                          | 796             | ↘760            | ↘275            |
| 2 | Кусак            | село, административный центр | 611             | ↗1 199          | ↘682            |